# Déficit en pyruvate kinase
 Mise en garde médicale
Le déficit en pyruvate kinase est une maladie génétique (orpheline) à transmission autosomale récessive, c'est-à-dire que les patients sont le plus souvent, en l'absence de consanguinité, des hétérozygotes composites (les parents sont hétérozygotes et porteurs sains. Il est dû à une mutation sur le gène PKLR.
Les patients présentent une anémie hémolytique chronique plus ou moins importante et un ictère très visible (peau et yeux jaunes), les urines sont également foncés.
Environ 400 patients ont été décrits dans les années 1970. Ce déficit est avec le déficit en G6PD de classe 1 l'enzymopathie rencontrée le plus fréquemment au cours des anémies hémolytiques chroniques.
L'anémie peut être améliorée par la splénectomie. Le mitapivat est un activateur de la pyruvate kinase, permettant une augmentation sensible du taux d'hémoglobine chez ces patients.
Ce type d'anémie pourrait conférer une certaine protection contre le Plasmodium falciparum responsable du paludisme.